# تصوير مغناطيسي للأعصاب
التصوير المغناطيسي للأعصاب (بالإنجليزية: Magnetic resonance neurography)‏ هو التصوير المباشر للأعصاب في الجسم عن طريق مضاعفة قدرة العصب علي التوصيلية المائية ويعتبر هذا تطور هائل لتقنية التصوير  بالرنين المغناطيسي وهذه التقنية تنتج صورة مفصلة للعصب عن طريق الإشارات التي تمشي في العصب نفسه بالإضافة إلى الإشارات من الخلايا المحيطة مثل الدهون وهذا يؤدي الي إنتاج معلومات طبية مفيدة عن الحالة الداخلية للعصب مثل وجود تهيج، تورم، ضغط، إصابة بالعصب.
التصوير بالرنين المغناطيسي العادي يمكنه إظهار الخطوط العريضة للأعصاب في مسارها ولكن لا يظهر الحالة الداخلية للأعصاب؛ لأنه لا يعتمد علي التوصيلية المائية للعصب كما هو الحال في الرنين المغناطيسي الخاص بالاعصاب.

## النشأة
الرنين المغناطيسي يستند الي الاختلاف في الخصائص الفيزيائيه للبروتونات في جزيئات الماء في خلايا الجسم المختلفه هذه البروتونات لها خصائص حركة مختلفه تتصل بالبيئة الفيزيائيه المحيطة بها.
 
ومنذ السبعينات حتي عام 1992 كان يتم استخدام التصوير بالرنين المغناطيسي العادي (MRI) الذي يظهر العصب كمادة رماديه لا يمكن تميزها من الاعضاء المجاورة ونتيجه العمل النشط لعدة الاف من العلماء لتطوير MRI في مجال تصوير الاعصاب في عام 1992 نجحت كلا من، Aaron Filler وFranklyn Howe يعملان في كلية الطب في مستشفي سانت جورج في لندن في تحديد الخصائص الفريده للاعصاب والتي جعلت من الممكن توليد أول صورة عصب نقيه بدون أي أعضاء مجاورة مشابهه لها هذه الصورة الاوليه بمثابة حجر اساس لاكتشاف سلسلة من تقنيات التصوير بالرنين المغناطيسي الاخري والتي ادت الي تطور التصويلر المغناطيسي للاعصاب حيث أصبح بامكانه التوصل الي الاضطرابات التي تؤثر علي الاعصاب.

## الاستخدامات العملية
يعتبر أهم اثر للرنين المغناطيسي العصبي هو تصوير الاعصاب الكبيره مثل ال brachial plexus (الضفيرة العصبية الموجودة بين العمود الفقري العنقي والإبط والتي تتحكم في حركة واحساس الكتف والذراع واليد)، lumbosacral plexus (الضفيرة العصبية الموجوده بين العمود الفقري العجزي والساقين، sciatic nerve (العصب الوركي)، pudendal nerve (العصب الشرجي)
كما انه مفيد في تشخيص امراض العمود الفقري حيث يمكنه تحديد أي عصب شوكي به خلل والانزلاقات الغضروفيه والضيق في القناه الشوكيه للأعصاب السطحيه الموجوده تحت سطح الجلد يمكن تشخيص امراضها عن طريق EMG (الالكتروميوجرام) ولكن تكمن اهميه التصوير المغناطيسي للاعصاب في القدرة علي تشخيص الاعصاب العميقه واي عصب اخر في الجسم.
 
تزايد استخدام الرنين المغناطيسي للاعصاب في الاونه الاخيرة لقدرته الخاصة علي تشخيص الاسباب المختلفه لعرق النسا فهناك 1.5 مليون تصوير مغناطيسي عصبي للمنطقه القطنيه في الولايات المتحدة كل سنه يجري منها 300 الف عملية انزاق غضروفي؛ هناك العديد من الابحاث المتطورة التي تتم مؤخرا فيعديد من الجامعات والمراكز مثل جامعة هارفارد، واشنطن، لندن، UCSF ، وقد نشرت الجريدة الطبيه في إنجلترا أول تصوير كامل لاعصاب الجسم عام 2009 .

## اقرأ أيضا
- تصوير طبي بأشعة غاما
- تصوير طبي
- رنين نووي مغناطيسي
- علاج بالرنين المغناطيسي